# 黄连
黄连（学名：[Coptis chinensis] 错误：{{Lang}}：文本有斜体标记（帮助）），多年生草本植物，喜冷凉、湿润之处，属毛莨科黄连属。黄连也是一种常用中药，最早在《神农本草经》中便有记载，因其根茎呈连珠状而色黄，所以称之为“黄连”。其味入口极苦，有俗语云“哑巴吃黄连，有苦说不出”，即道出了其中滋味。

## 生长习性
黄连一般分布在1200～1800m的高山区，需要温度低、空气湿度大的自然环境。怕高温和干旱。不能经受强烈的阳光，喜弱光，因此需要遮荫。根浅，分布于5～10cm的土层，适宜表土疏松肥沃，有丰富的腐殖质，土层深厚的土壤，pH5.5～6.5，为微酸性。

## 性状
味连，药材多数聚集成簇，常常弯曲，形如鸡爪，习称“鸡爪连”，其单枝根茎长3-6厘米，直径0.3-0.8厘米。表面粗糙，有不规则结节状隆起，有须根及须根 残基。节间表面平滑如茎杆，习称“过桥”。其上部多残留褐色鳞叶，顶端常留有残余的茎或叶柄。表面灰黄色或黄褐色。质硬，断面不整齐，皮部橙红色或暗棕色，木部鲜黄色或橙黄色，呈放射状排列，髓部有时中空。气微，味极其苦。主产中国重庆、四川、湖北、贵州、陕西等地。其中石柱黄连为中国地理标志产品（产于重庆市石柱土家族自治县）。
雅连，药材多为单枝、略呈圆柱形，形如“蚕状”，微弯曲，长4-8厘米，直径0.5-1厘米，“过桥”较长，1-3厘米。顶端有少数残基。以身干，粗壮，无须根，形如蚕者为佳品。主产于中国四川省。
云连，药材弯曲呈钩状，形如“蝎尾”，多为单枝，较细小。长约2-5厘米，直径1.5-4厘米，节间密。以干燥、条细、节多、须根少，色黄者为佳品。主产于中国云南省。

## 采收、加工及炮制
将鲜黄连直接置于炕房内炕乾。当炕至黄连一折就断时，趁热放入槽笼内来回撞击，撞去附着的泥沙、须根及叶柄，即成乾黄连。
在中国唐代有炒法。中国宋代有酒炒、薑炒、蜜制、米泔制、麸炒、制炭、吴茱萸制、巴豆制等炮制方法。中国元代增加了土炒、童便制等法。中国明、清以后又增加了醋制、盐制、乳制、黄土薑酒蜜制、胆汁制，酒萸制等方法。并对其炮制目的有较多阐述，如：黄连入手少阴心经，为治火之主药，治本臟之火，则生用之，治肝胆之实火，则以猪胆汁浸炒，治肝胆之虚火，则以醋浸炒，治上焦之火，则以酒炒，治中焦之火，则以薑汁炒，治下焦之火，则以盐水或朴硝研细调水和炒，治气分湿热之火，则以茱萸汤浸炒，治血分块中伏火，则以干漆末调水炒，治食积之火，则以黄土研细调水和炒。现行，有酒洗、酒拌、薑汁拌、吴茱萸拌、酒炒、醋炒、盐水炒等炮制方法。
炮制方法为：净制除去杂质。润透后切薄片，晾干，或用时捣碎。
1. 酒制：取净黄连，用酒拌匀，焖透，置锅内用文火炒干，取出，放凉。每黄连100kg，用黄酒12.5kg。
2. 薑制：取净黄连，加薑汁拌匀，置锅内用文火炒乾，取出，放凉。每黄连100kg，用生薑12.5kg。
3. 吴萸制：取吴茱萸加适量水煎煮，煎液与净黄连拌匀，待液吸尽，炒干，取出，放凉。每黄连100kg，用吴茱萸10kg。
4. 炒制：取黄连置热锅中，用微火炒至老黄色为度。
5. 制炭：取黄连用武火炒至外面呈黑色，喷水灭尽火星，晒干。
6. 醋制：取黄连加水浸透后切片，或直接用整货加醋拌匀，至醋渗入后，晒干，再微炒。每黄连500g，用醋93g。
7. 盐制：取黄连加盐水润透，用微火炒干，至色稍深，取出，放凉。每黄连500g，盐6g，水适量。或取黄连炒至微变色，喷入盐水即可。每黄连500g，用盐15g，水适量。
8. 胆汁制：取猪胆剪碎，取汁去渣，加黄连片炒干为度。每黄连500g，用猪胆5只 。
9. 炮制作用：酒炙黄连能引药上行，缓其寒性，善清头目之火。如用于治目赤肿痛、口舌生疮的黄连天花粉丸。

薑制黄连缓和其过于苦寒之性，并增强其止呕作用，以治胃热呕吐为主。如用于治湿热中阻，胃失和降，恶心呕吐。
吴萸制黄连抑制其苦寒之性，使黄连寒而不滞，以清气分湿热，散肝胆郁火为主。如用于治湿热郁滞肝胆，嘈杂吞酸；治积滞内阻，生湿蕴热，胸脘痞满，泄泻或下痢。

## 功能与主治
性味：苦，寒。歸經：归心、脾、胃、肝、胆、大肠经。
清热燥湿，泻火解毒。用于湿热痞满，呕吐，泻痢，黄疸，高热神昏，心火亢盛，心烦不寐，血热吐衄，目赤吞酸，牙痛，消渴，痈肿疔疮；外治湿疹，湿疮，耳道 流脓。酒黄连善清上焦火热。用于目赤，口疮。姜黄连清胃和胃止呕。用于寒热互结，湿热中阴，痞满呕吐。萸黄连舒肝和胃止呕。用于肝胃不和，呕吐吞酸。

## 药理作用
- 抗微生物和抗原虫作用：黄连及小檗碱（berberine）对金黄色葡萄球菌、溶血链球菌、肺炎链球菌、霍乱弧菌、炭疽杆菌、痢疾杆菌等均有较强抗菌作用，对白喉、枯草、百日咳、布氏、结核 等杆菌也有抑制作用。金黄色葡萄球菌、溶血链球菌和福氏痢疾杆菌对小檗碱易产生抗药性，但与青霉素、链霉素与金霉素之间无交叉抗药性。黄连煎剂及水浸液对堇色毛癣菌、絮状表皮癣菌、白色念珠菌、星形奴卡菌等14种皮肤真菌有抑制作用。对体外及鼠体内阿米巴原虫、沙眼衣原体、滴虫均有抑制作用。黃連素可清血和清肝，是一種緩瀉劑，對許多皮膚症狀都有效，從粉刺到牛皮癬都可以治療。
- 降血糖作用：黄连煎剂和小檗碱灌服可降低正常小鼠血糖，小檗碱的降血糖作用可能通过抑制糖原异生或促进糖原酵解所致。
- 抗血小板聚集及溶栓作用：小檗碱对富含血小板凝块的收缩有非常显著的抑制作用。小檗碱抑制凝块收缩后，对尿激酶和链激酶引发的凝块溶解有明显的促进作用，有助于抢救心、脑动脉血栓病人 。
- 对心脏及血流动力学作用：静注小檗碱对犬心有较强的正性肌力作用，使心律减慢，舒张压下降，脉压增加，总外阻力下降，每搏输出量增加。
- 抗心肌缺血作用：小檗碱可提高小鼠耐缺氧的能力，使兔实验性心肌梗死范围和程度减少。
- 抗心律失常作用：谷维素能明显增加小檗碱口服生物利用度。二者混合制成的黄谷素口服可对抗大鼠乌头碱。冠脉结扎诱发的心律失常。黄谷素抑制延迟外向钾电流和尾电流是其抗心律失常机制。
- 对脑损伤的保护作用：脑缺血使脑内兴奋性氨基酸如谷氨酸（Glu）大量增多。Ber可明显抑制Glu诱导的脑细胞C-fos高表达，抑制Glu引起细胞内钙离子升高。可能是其治疗脑缺血性疾病的机制之一。
- 抗肿瘤作用：小檗碱不论在体外和体内试验对小鼠肉瘤S180都有明显抑制作用。黄连对鼻咽癌和宫颈癌、裸鼠移植瘤也有抑制作用。
- 毒性：黄连及小檗碱口服治疗量相当安全，小鼠腹腔注射Ber LD50为24.3mg/kg。

## 副作用
小檗碱，孕妇服用可导致新生儿溶血症，儿童服用可引起急性溶血、严重黄疸。

## 延伸阅读
[在维基数据编辑]
 《欽定古今圖書集成·博物彙編·草木典·黃連部》，出自陈梦雷《古今圖書集成》
 《植物名實圖考·黃連》，出自吳其濬《植物名實圖考》

## 外部連結
- 黃連 Huanglian（页面存档备份，存于） 藥用植物圖像數據庫 (香港浸會大學中醫藥學院) （中文）（英文）
- 黃連 中藥材圖像數據庫  (香港浸會大學中醫藥學院) （中文）（英文）
- 黃連 Huang Lian（页面存档备份，存于） 中藥標本數據庫 (香港浸會大學中醫藥學院) （繁體中文）（英文）
- Coptis chinensis Photos (Google Images) （英文）
- Complementary and Alternative Healing University (Chinese Herbology)（页面存档备份，存于） （英文）
- List of Chemicals in Coptis chinensis (Dr. Duke's Databases) （英文）